# 胡晓梅
胡晓梅（1971年12月24日—），江西丰城人，中國电台主持人、作家。

## 代表作
《夜空不寂寞》為胡晓梅的代表作，是其在1992年至2007年在深圳电台「飞扬971（FM97.1）」主持的夜间节目。该节目在深圳保持了15年的最高收听率纪录，最高市场份额近70%，被誉为“中国南方的广播奇迹”。
胡晓梅担任主持期间，曾以嘉宾身份主持参与特别版的有叶贞（“女人当道”）、叶开（“男说女说”）和向星星（“恋爱学堂”），其中叶开和向星星为同一个人——唐浩。节目现由杨莹、月嵘主持。

## 获奖
胡晓梅的职业生涯中共获得两项在中国广播电视行业内较受认可的奖项：
- 全国主持人“金话筒”金奖（专家奖）
- 全国十佳节目（政府奖）

## 著书
胡晓梅著有三本书：
- 《说吧，寂寞》

自传，记述了她作为一个矿工的女儿，如何带着450元钱在深圳闯荡，她做过流水线上的工人和矿泉水厂的化验员，最终自荐当上了电台主持人。
- 《说吧，爱情》

胡晓梅的第二本书，副标题是“对中国式爱情的心理解读”，她以霍尔奈的精神分析理论触及当下的中国情感现实，其中《性·谎言·木子美》一文被刊载于人文学术期刊《天涯》上。该书还收录了向星星（唐浩）的小说《爱上吊死我的袜带》以作解读之用。
- 《告别寂寞》

她2007年离开《夜空不寂寞》退居幕后的告别之作，一书双CD，以珍贵的声音片段记录了她的15年主持人生涯，收录了她与一些名人（如江珊、蔡康永、陈文茜、李泉、纪如璟、朴树、孟京辉）的对话片段。

## 为西方所知晓
|                                   | Every night in Shenzhen, an estimated 2m listeners tune in to a no-holds-barred radio show hosted by Hu Xiaomei, a feisty female who shocks older Chinese with her frankness. （在深圳，每天晚上大约有两百万人收听胡晓梅的电台节目，这个有胆识的女子以她的率直震撼了老中国人。） |
| ——Michael Sheridan（麦克·谢里丹） | |

- 胡晓梅的名字在西方媒体为人知晓，是因为美国作家彼得·海斯勒（Peter Hessler）在《纽约客》上发表了一篇《At Night You're Not Lonely（夜空不寂寞）》，里面对胡晓梅做了近距离的描写。

- 2006年12月，瑞典《世界周刊》刊载了长达9页的对胡晓梅的专访。

## 注解
1. ↑  . The Sunday Times. 6-10-2007  [2009-02-27] （英语）. []